# Friesea pseudodecipiens
Friesea pseudodecipiens is een springstaartensoort uit de familie van de Neanuridae. De wetenschappelijke naam van de soort is voor het eerst geldig gepubliceerd in 1997 door Arbea & Jordana.